# Betty Halff-Epstein

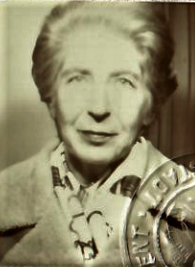
Betty Halff-Epstein

Betty Halff-Epstein (auch Berthy oder Baty genannt), geborene Epstein (geb. 3. Januar 1905 in Zürich; gest. 31. Mai 1991 in Basel), war eine Schweizer Unternehmerin und Vorreiterin der zweiten Welle der Frauenbewegung. Während des Zweiten Weltkriegs verhalf sie zusammen mit ihrem Bruder Max Epstein verfolgten Juden zur Emigration in die USA. Ausserdem versorgte sie von Basel aus Internierte im Camp de Gurs (F) mit Essen und Gebrauchsgegenständen. Nach dem Krieg engagierte sie sich bei der Women’s International Zionist Organisation (WIZO).

## Leben und Wirken
Betty Epstein wuchs in einem gutbürgerlichen Haushalt zusammen mit ihrem 14 Monate älteren Bruder Max und der 9 Jahre jüngeren Schwester Ruth in Zürich auf. Die Familie war jüdisch-orthodox.
Betty Epstein begann nach Abschluss der obligatorischen Schule 1920 eine Ausbildung an der Handelsschule in Zürich. 1923 verbrachte sie ein Jahr in Versailles, um Französisch und die Führung eines Haushalts als Teil ihrer Ausbildung zur Grande Dame zu lernen. In dieser Zeit beschäftigte sie sich mit französischer Kunst, Musik, Theater und Literatur. Sie durfte nicht studieren und musste sich dem Wunsch ihrer Eltern beugen, einen grossen Haushalt führen zu können und sich auf dem gesellschaftlichen Parkett stilsicher zu bewegen.
Im Jahr 1926 heiratete die 21-jährige Betty Epstein den fünfzehn Jahre älteren Gérard Halff (1889–1939), Geschäftsmann und Inhaber der Chemie-Rohstoff-Firma Gerhard Halff AG. Die Ehe wurde von einem Heiratsvermittler (Schadchen) arrangiert. Mit der Hochzeit kam der Umzug nach Basel, wo sie bis an ihr Lebensende wohnte.
1927 wurde ihre gemeinsame Tochter und spätere Textilkünstlerin Marlise Staehelin geboren. 1930 folgte die zweite Tochter, Lily-Anne. Zu dieser Zeit gab das Ehepaar Halff-Epstein diversen Architekten den Auftrag, ein neues Haus für die Familie zu bauen, unter ihnen auch der bekannte Schweizer Architekt Otto Rudolf Salvisberg.

### Zweiter Weltkrieg
Zu Beginn des Zweiten Weltkriegs verstarb Gérard Halff im Alter von 50 Jahren. Während seines Krankenhausaufenthaltes unterwies er seine Frau in alle Bereiche, um das Geschäft führen zu können. Betty Halff-Epstein übernahm die Geschäftsführung von ihrem verstorbenen Mann gegen den Willen ihrer Schwiegerfamilie und setzte sich gegen den ehemaligen Geschäftspartner ihres Mannes durch, der die Kundschaft an seine kürzlich gegründete Firma übergeben wollte. Die Übernahme des Unternehmens erfolgte unter erschwerten Bedingungen: Während der Nachkriegszeit musste Betty Halff-Epstein auf zahlreichen Geschäftsreisen nach Frankreich, Belgien und England Geschäftspartner von ihren Fähigkeiten als Geschäftsführerin überzeugen. Durch diese grundlegende Arbeit verhalf Betty Halff-Epstein der Firma zu einem Boom in den 1950er- und 1960er-Jahren.
Aufgrund der angespannten politischen Situation in Europa wollte Betty Halff-Epstein nach dem Tod ihres Mannes in die USA emigrieren, wo sie Verwandte hatte. Mithilfe eines regen Briefverkehrs zwischen der amerikanischen Botschaft in Deutschland und dem amerikanischen Konsulat in Zürich sowie Affidavits ihres Freundes- und Familienkreises in den USA erhielt sie ein Visum. Ihre Töchter, insbesondere die ältere, wehrten sich mit Erfolg gegen die Emigration. Betty Halff-Epstein verbrachte die Kriegszeit mehrheitlich in Basel. Ihre Töchter weilten während des Krieges in Genf bei Bettys Schwester Ruth.
Während der gesamten NS-Zeit halfen Betty Halff-Epstein und ihr Bruder Max Epstein befreundeten und verwandten Juden im Ausland. Vor Kriegsbeginn fokussierte sich die Hilfe auf den Onkel und Cousin in Freiburg im Breisgau. Besonders Max Epstein bemühte sich, die Ausreise seines Cousins und dessen Familie in die USA zu ermöglichen. Der Onkel wurde ins Camp de Gurs (FR) deportiert, das er überlebte. Für viele Freunde und Bekannte schrieb Betty Halff ihre Kontakte in den USA an, um Affidavits zu beschaffen, jedoch nicht immer erfolgreich.
Während der gesamten Kriegszeit sorgte sich Betty Halff-Epstein um ihre Freunde und Verwandten im Ausland, die sich – oftmals mit fatalem Ausgang – nicht in Sicherheit begaben. So reiste eine ihrer Cousinen, die einen Teil des Krieges in Basel verbracht hatte, zurück nach Belgien, um bei ihrer Tochter zu sein. Auch ihr Cousin Richard Guggenheim, der sich in einem Vorbereitungslager für die Ausreise nach Palästina befand, wurde Opfer der Gräueltaten der Nazis. Weitere Verwandte exponierten sich stark durch öffentliche antifaschistische Aussagen und setzten sich so einer grossen Gefahr aus. Die Wohnung in Basel war in dieser Zeit immer offen für Bedürftige und Verwandte, die einen Unterschlupf benötigten. 1943 übernahm Betty Halff-Epstein die Verantwortung für ihren Cousin Hans Guggenheim, der im selben Jahr in ein Schweizer Arbeitslager eingewiesen wurde. Im Juni 1946 übernahm sie die Vormundschaft über Hans Guggenheim.
1944 verstarb ihr Bruder Max Epstein. Er war nach dem Tod von Gérard Halff eine grosse Stütze für seine Schwester Betty gewesen und darüber hinaus ein Ziehvater für seine beiden Nichten Marlise und Lily-Anne. Die Rolle von Max Epstein übernahm nach dem Krieg ihr Cousin Manfred Guggenheim, der vor dem Krieg in Berlin wohnte. Er schaffte es, über Kuba in die USA zu emigrieren, und kam mit der Invasion der Alliierten zurück nach Europa.
Der Krieg raubte Betty Halff-Epstein den Glauben an Gott und sie fühlte sich weniger den religiösen Traditionen verpflichtet. Nach Kriegsende spielte sie mit den Gedanken, nach Palästina auszuwandern, damit ihre Töchter niemals das gleiche Schicksal ereilen würde wie die Opfer der Schoah.

### Tätigkeiten bei der WIZO
Während des Krieges begann Betty Halff-Epstein, sich bei der WIZO (Women’s International Zionist Organisation) zu engagieren. Die schweren Kriegsjahre und ihr humanitäres Engagement zu dieser Zeit weckten in ihr den Wunsch, sich für die jüdische Sache einzusetzen. Sie selbst formulierte es in ihrer Abschiedsrede anlässlich ihrer Amtsniederlegung so:
«Als wir im letzten Weltkrieg auch in unserer vom Schicksal der Nachbarländer verschonten Schweiz das unvorstellbare Inferno miterlebten, mein Haus war oft Auffanglager und Briefkasten für Unbekannte, da gab ich mir selbst das Versprechen: Alles zu tun, was in meinen bescheidenen Kräften steht, damit das jüdische Volk nie mehr so hilflos seinen Verderbern ausgeliefert sein wird.»
Zwischen 1944 und 1962 war Betty Halff-Epstein die Präsidentin der Schweizer WIZO-Föderation und wurde später deren Ehrenpräsidentin. Nach ihrer Zeit als Präsidentin wurde sie Ehrenmitglied der Exekutive der Welt-WIZO und Mitglied des Finanzkomitees. Unter der Leitung von Betty Halff-Epstein übernahm die Schweizer WIZO-Föderation die landwirtschaftliche Mittelschule in Nachalat Yehuda, ein Jugenddorf der WIZO. Ausserdem rief sie eine Orangen-Aktion für Nachalat Yehuda ins Leben und gründete dafür ein Patronatskomitee. Zudem ist es ihr zu verdanken, dass der «Landesverband Schweizer Frauen für Palästinaarbeit» zur Schweizer WIZO-Föderation wurde.
Bei einer Reise der Delegation aller WIZO-Präsidentinnen nach Israel traf sie auf Golda Meir.

### Leben nach dem Krieg und neben der WIZO
Parallel zu ihrem Engagement bei der WIZO bildete sich Betty Halff-Epstein ab 1960 weiter und belegte Kurse an der Universität Basel in den Fächern Kunstgeschichte, Philosophie, Geschichte und Germanistik. Zeitgleich verkaufte sie das von ihrem Mann geerbte Unternehmen.
In den 1960er-Jahren erlitt ihre jüngere Tochter einen folgenschweren Autounfall, der auch ihr Gehirn schädigte. Betty Halff-Epstein kümmerte sich fortan intensiv um ihre Tochter und deren junge Familie.
Betty Halff-Epstein unternahm oft Reisen in die USA und nach Israel, sogar kurz nach dem Sechstagekrieg. Auf ihren Reisen wurde sie vielfach von Freunden, Enkeln oder anderen Familienangehörigen begleitet.
Anfang Mai 1991 starb ihre ältere Tochter Marlise an Krebs. Sie selbst verstarb am 31. Mai 1991 nur 14 Tage nach ihrer Tochter. Der Nachlass wurde dem Jüdischen Museum der Schweiz übergeben.
Zu ihren grössten Verdiensten zählen ihr grosser Erfolg als Geschäftsleiterin zu einer Zeit, als diese Rolle für Frauen gesellschaftlich nicht anerkannt war, sowie ihr humanitäres Engagement – sei es bei der Hilfe und Rettung von Juden während des Zweiten Weltkriegs oder im Rahmen ihrer WIZO-Tätigkeit.